# IC 2499
IC 2499 је галаксија у сазвјежђу Лав која се налази на листи објеката дубоког неба у Индекс каталогу.
Деклинација објекта је + 27° 53' 45" а ректасцензија 9h 41m 24,5s. Привидна величина (магнитуда) објекта IC 2499 износи 15,4 а фотографска магнитуда 16,2.